# Winstmarge
De winstmarge is de verhouding tussen de omzet en de winst, anders gezegd: hoeveel procent van de omzet overblijft als winst voor de onderneming. Deze ratio wordt ook vaak gebruikt op kleinere schaal bijvoorbeeld bij de vergelijking van twee investeringsmogelijkheden.

## Indeling
Er zijn drie winstmarges te weten: brutowinst-, operationele- en nettowinstmarge.
Het verschil tussen de brutowinstmarge en de operationele winstmarge is dat de brutowinstmarge aangeeft hoeveel van de omzet beschikbaar is voor de dekking van de indirecte kosten. De operationele winstmarge geeft daarentegen aan hoeveel van de omzet overblijft voor de financiers (=zowel verstrekkers van vreemd- als eigen vermogen). De nettowinstmarge geeft daarentegen aan hoeveel van de omzet overblijft voor de eigenaar of (gewone)aandeelhouder(s).
'Goede' nettowinstmarges verschillen aanzienlijk per branche. Een marge van 1% is bijvoorbeeld niet ongewoon bij een supermarkt in tegenstelling tot bijvoorbeeld een juwelier waar een marge van 10% als laag gekwalificeerd zou worden.
Brutowinstmarge
De brutowinstmarge geeft het percentage aan dat van de omzet overblijft nadat het bedrijf de inkopen heeft betaald.
{\displaystyle Brutowinstmarge={\frac {Omzet-Kostprijs~Verkopen~}{Omzet}}~*~100\%~~~of~~~{\frac {Brutowinst}{Omzet}}~*~100\%}
Operationele winstmarge
De operationele winstmarge geeft het percentage aan dat van de omzet overblijft nadat alle kosten, exclusief belastingen, rentelasten en dividend voor preferente aandelen, zijn afgetrokken. Dit percentage geeft in feite de 'zuivere winst' aan dat op de omzet wordt geboekt.
{\displaystyle Operationele~winstmarge={\frac {Bedrijfsresultaat~uit~gewone~bedrijfsvoering}{Omzet}}~*~100\%}
Nettowinstmarge
De nettowinstmarge geeft het percentage aan dat van de omzet overblijft nadat alle kosten, inclusief belastingen, rentelasten en dividend voor preferente aandelen, zijn afgetrokken. Dit percentage geeft in feite weer hoeveel van de omzet maximaal overblijft voor de gewone aandeelhouders, uitgaande dat er geen winstreservering is.
{\displaystyle Nettowinstmarge={\frac {Voor~gewone~aandeelhouders~beschikbare~winst~(c.q.~Nettowinst)}{Omzet}}~*~100\%}

## Voorbeeld
Hieronder staat nog een uitgewerkt voorbeeld. Hierbij zijn nog twee andere winstmarges opgenomen, EBITDA en EBITA, die veel worden gebruikt, maar hier wordt alleen verwezen naar de lemma's over deze onderwerpen. In geval de onderneming verliezen lijdt, dan komt er een min-teken voor de marges
|   | Omschrijving                                | Bedrag | Toelichting |
| - | ------------------------------------------- | ------ | --- |
| A | Omzet                                       | 1000   | Verkochte hoeveelheid vermenigvuldigd met de prijs per eenheid                                                            |
| B | Directe kosten                              | −450   | Kosten van gebruikte materialen, hulp- en grondstoffen en arbeidsloon                                                     |
| C | Brutowinst                                  | 550    | Omzet (A) minus directe kosten (B)                                                                                        |
|   | Brutowinstmarge                             | 55%    | Berekening: C / A |
| D | Indirecte kosten                            | −100   | Administratie-, huisvestigings-, reclame- en bestuurskosten enzovoorts                                                    |
| E | EBITDA                                      | 450    | Resultaat vóór afschrijving activa, rente en belastingen                                                                  |
| F | Afschrijving materiële activa               | −100   | Afschrijvingskosten van gebouwen, machines en transportmiddelen                                                           |
| G | EBITA                                       | 350    | Resultaat ná afschrijving materiële activa, maar vóór afschrijving (amortisatie) immateriële activa, rente en belastingen |
| H | Amortisatie immateriële activa              | −50    | Afschrijvingskosten van bijvoorbeeld goodwill en geactiveerde ontwikkelingskosten                                         |
| I | Bedrijfsresultaat (EBIT)                    | 300    | Resultaat vóór rente en vennootschapsbelasting                                                                            |
|   | Operationele winstmarge                     | 30%    | Berekening: I / A |
| J | Saldo financiële baten en lasten            | −100   | |
| K | Resultaat vóór vennootschapsbelasting (EBT) | 200    | |
| L | Vennootschapsbelasting                      | −60    | Belasting over de winst                                                                                                   |
| M | Winst ná belastingen                        | 140    | |
| N | Aandeel van derden                          | −20    | Deel van de winst in deelnemingen (geconsolideerd) die aan andere aandeelhouders toekomt                                  |
| O | Nettowinst                                  | 120    | |
|   | Nettowinstmarge                             | 12%    | Berekening: O / A |